# Turdho
Turdho este un oraș din Somalia.